# Loge La Parfaite Intelligence et l'Étoile Réunies
Loge La Parfaite Intelligence et l'Étoile Réunis, afgekort als P.I.E.R. is een vrijmetselaarsloge in Luik die deel uitmaakt van het Grootoosten van België.

## Geschiedenis
De loge is ontstaan in 1822 uit de fusie van de loges La Parfaite Intelligence (Luik, 1775) en L'Étoile (Chaudfontaine, 1809). L'Étoile zelf is rechtsopvolger van loge La Nymphe (Chaudfontaine, 1749) die erkend was door de United Grand Lodge of England. L'Étoile en La Parfaite Intelligence maakten beiden eerst deel uit van het Grand Orient de France en daarna van het Grootoosten der Nederlanden, waarvan de eenheidsloge lid bleef na de fusie.
Na de Belgische Revolutie weigerde de loge mee te werken aan de oprichting van het Grootoosten van België (G.O.B.) in 1833. Samen met Les Philadelphes (Verviers) richtte de loge op 6 maart 1838 de Fédération Maçonnique Belge op, een obediëntie die actief was in het voormalige prinsbisdom Luik. In 1854 werd de loge alsnog lid van het Belgische Grootoosten.
In 1844 werd vanuit deze loge wekelijks onderwijs georganiseerd voor Luikse arbeiders in Vrijmetselaarsmoraal en -beginselen en de waardigheid, rechten en plichten van de mens. Dit in een poging deze groep warm te maken voor de vrijmetselarij.
In 1959 verliet de loge het Belgische Grootoosten en stond mee aan de wieg van de Grootloge van België. In 1970 verliet ze deze obediëntie om terug aansluiting te vinden bij het Belgische Grootoosten.
In 1966 richtten enkele leden van de loge die uitgeweken waren naar Brussel La Parfaite Intélligence et l'Étoile Réunis nº 2 aldaar op. In tegenstelling tot de moederloge bleef de dochterloge lid van de Grootloge van België.

## Bekende leden
- Antoine Barthélémy de Thier (1766-1832), lid Nationaal Congres, liberaal politicus en minister
- Jules d'Andrimont ridder de Mélotte (1834-1891), liberaal politicus en burgemeester Luik
- Jean-Henri Putzeys (1781-1861), magistraat Hof van Beroep Luik
- Joseph Wauters (1875-1929), socialistisch politicus
- Xavier Neujean (1865-1940), liberaal politicus
- Charles Magnette (1863-1937), liberaal politicus en minister van staat (voormalig grootmeester G.O.B.)

Vrijmetselarij · Beginselen · Geschiedenis · Symbolen · Vrijmetselaarsloge · Ordegrondwet · Obediëntie · Regulariteit en irregulariteit · Ritus · Graden · Grootmeester · Gemengde vrijmetselarij · Para-vrijmetselarij · Antivrijmetselarij · Vrijmetselarij in Nederland · Vrijmetselarij in België
>>> Meer info op Portaal:Vrijmetselarij <<<